# Історія Башкортостану
Історія Башкортостану — історія Республіки Башкортостан та однойменної історичної області.

## Стародавній період

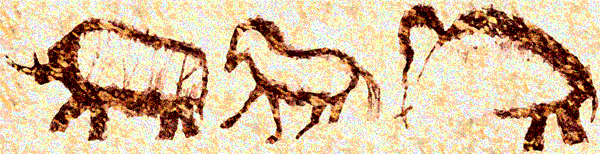
Наскельні малюнки в Каповій печері (Шульган-Таш)

Старо-Тукмалінське місцезнаходження раннього палеоліту було відкрито в 1955 році. Найдавнішою пам'яткою періоду раннього та середнього палеоліту, виявленою на території сучасного Башкортостану, є стоянка Урта-Тубі біля озера Карабаликти в Заураллі, де були виявлені різні предмети, які колись використовували стародавні люди: ручні гостроконечники, рубила, різні вироби з місцевих порід каменю. Територія Південного Уралу характеризувалася великою кількістю рослинності, худоби та кам'яної сировини, і приваблювала людей з різних районів (в тому числі досить віддалених).
Нижній палеоліт на території Південного Уралу представлений двома культурними традиціями: більш архаїчний кизил-яровський тип і каришкінскій тип. Для каришкінского типу прямим культурним аналогом є пам'ятники з тейяксько індустрією у Франції (стоянка в печері Baume Bonne в Провансі). Наявність паралелей в техніко-тіпоологіческой характеристиці колекції з пізніх етапів стоянки-майстерні Кизил-Яр 2 і матеріалів ряду кавказьких і аравійських стоянок (Кудара I, Кудара III і Цона в Південній Осетії, Мешхед III в Південній Аравії) свідчить про просування носіїв ашельской індустрії в епоху середнього плейстоцену з території Кавказу на Південний Урал.
Імовірно 50—40 тисяч років тому в печері Іманай, розташованій в однойменній балці на території національного парку «Башкирія», жили люди. Про це свідчить знахідка черепа малого печерного ведмедя зі слідами ушкодження, нанесеного кам'яним знаряддям. Також були знайдені знаряддя давніх людей, кістки печерних левів, їжатця, червоного вовка та інших тварин. На березі Нугушського водосховища знайдена найбільша на Уралі палеолітична стоянка.
Зображення в печерах Капова (Шульган-Таш) та Ігнатіївська належать до пізнього палеоліту. На їх стінах були знайдені різні зображення наскельного мистецтва (силуетні зображення мамонтів, шерстистих носорогів, коней, верблюда і інших тварин). Найстаріші зображення в Каповій печері мають вік у 36400 років. На палеолітичній стоянці Сергіївка 1 в Національному парку «Башкирія» знайдено зуби шерстистого носорога, бізона, північного оленя, коня і кам'яні знаряддя зроблені 16 тисяч років тому.
В епоху мезоліту (XII—VII тисячоліття до нашої ери) відбувалося значне зростання населення на нинішній території Башкортостану, про що свідчать різні археологічні пам'ятки цього періоду в Башкирському Заураллі (наприклад, стоянки Янгелька, Мурат, Яктикуль). Расовий тип місцевого населення того періоду був європеоїдним з ознаками монголоїдної.
В цей же період відбувався розвиток продуктивних сил, про що свідчить знаходження пластинчастої техніки для виготовлення та використання складних знарядь. Даний період є часом панування присвоювального господарства — полювання, рибальства і збирання.
В епоху неоліту (VI—IV тисячоліття до н. е.) відбувався перехід від присвоювального до виробляючого господарства землеробства і скотарства, але воно сповільнювалось кліматичними умовами, і рибальство залишалося найбільш раціональним видом діяльності. У цей період також розвивається повсюдне виготовлення глиняного посуду. Також виготовлялися крем'яні знаряддя, найбільш поширеним серед яких були скребки, ножі та наконечники знарядь для полювання. Також були знайдені сокири, долота, різні прикраси.
В епоху енеоліту (кінець IV — початок II тисячоліття до н. е.) триває розвиток і взаємодія сформованих раніше масивів населення Південного Уралу. В цей період місцеве населення розводило дрібну та велику рогату худоба. Вважається, що саме в цих місцях було вперше одомашнено коня (стоянки прібельской культури Давлеканово II, Муллін II). В 21 поселенні Південного Уралу виявлено зернотерки, кістки домашніх тварин (див. агідельська культура, суртандінська культура).
З середини II до початку I тисячоліття до н. е., під час бронзової доби, починається період інтенсивного освоєння території Південного Уралу, пов'язане з приходом сюди племен абашевської культури. Абашевці мали високи1 рівень обробки бронзи та виготовлення з неї знарядь праці. Був створений пастушачий господарсько-культурний тип діяльності, а також стаціонарні поселення.
Під час формування зрубно-андроновских старожитностей (XVI—XV століття до н. е.) з'являються житлові та поховальні споруди, які свідчать про поглиблення соціальної неоднорідності суспільства (багаті поховання вождів і військової аристократії, яка зароджувалася) і консолідацію різних груп населення у великі міжплемінні спільноти. Яскравим свідченням цих процесів є розвиток селищ Баланбаш, Тюбяк, Сінташта, Устя, Аркаим і ін. Курганний могильник Чумарово-I в селі Новоабдрахманово складається з 15 поховальних комплексів і має два рівні поховання — XVII і III століть до нашої ери діаметром 16 і 20 метрів: епохи бронзи (зрубної археологічної культури) і ранньої залізної доби (сарматської культури).
Кушнаренковська (кінець VI — середина VIII ст.) та караякуповська (друга половина VIII—IX ст.) культури розташовувалися в басейні середньої та нижньої течії річки Білої.

## Рання історія

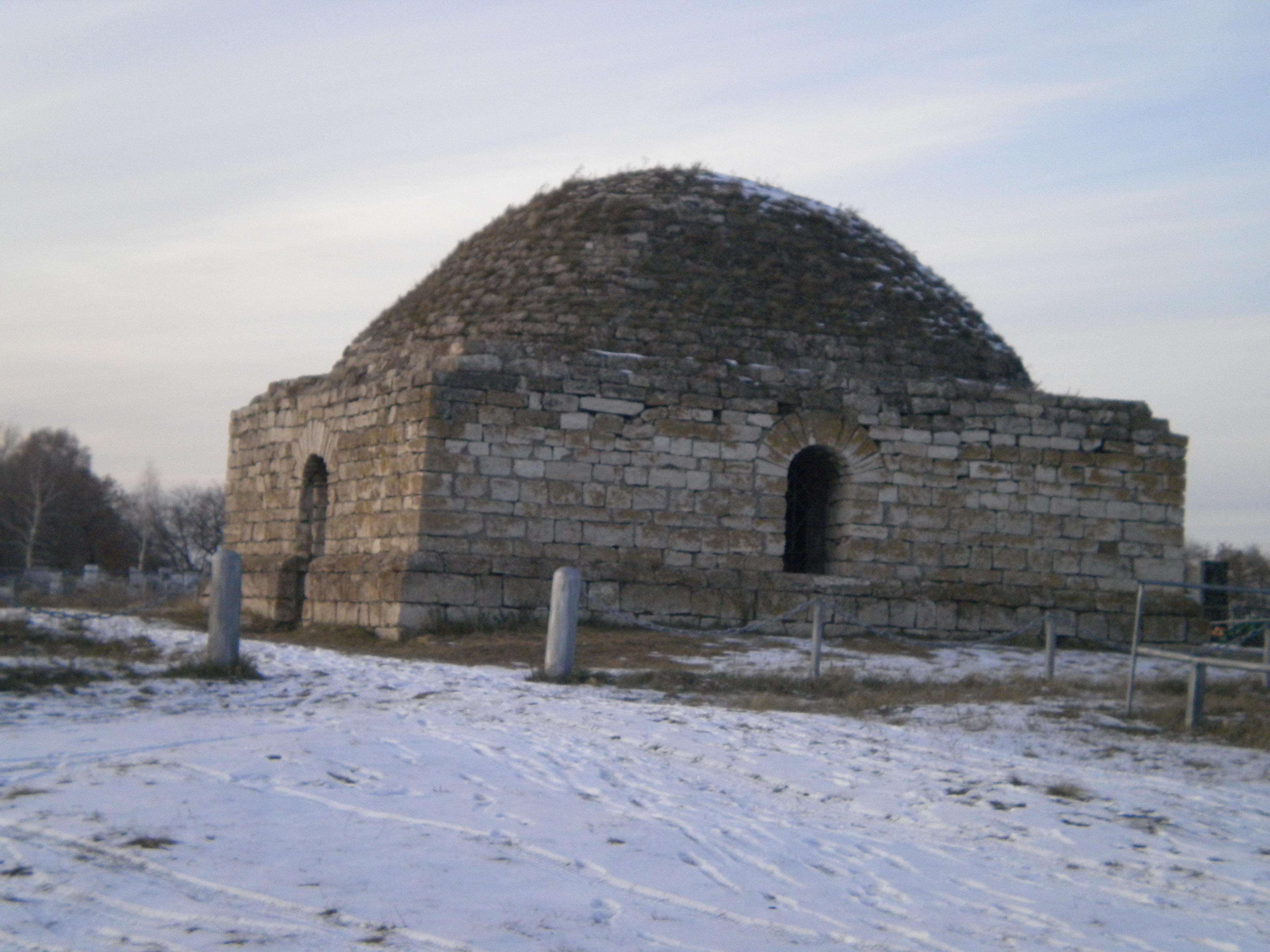
Мавзолей Хусейн-бека

Про країну башкирів, її народ і звичаї повідомляли в X—XIII століттях арабські географи Ахмед Ібн Фадлан і ал-Балхі, італійський монах Карпіні Плано і голландець Віллем Рубрук. Сама назва народу, «башкорт», вперше зустрічається в описі Саллама Тарджемана (перша половина IX століття). Географ Мухаммад аль-Ідрісі в XII столітті писав про дві області проживання башкирів, «внутрішню» та «зовнішню» і згадував башкирські міста Немжан, Гурхан, Каракія, Касра і Масра. Згадка місцевості з назвою «Башгурд» зустрічається в «Огуз-наме».
В X—XIII століттях західна частина башкирів входила до складу Волзької Булгарії. Багато башкирських родів склалися в цей період і мають булгарське коріння.

## У складі Золотої Орди і постординських держав
З 1220 до 1234 рік башкири безперервно воювали з монголами, фактично, стримуючи натиск монгольської навали на захід. Башкири неодноразово перемагали у битвах, і врешті решт, уклали договір про дружбу і союз. Монгольсько-башкирська війна тривала 14 років (тоді як похід через Русь зайняв тільки 3 роки). В «Таємній історії монголів», башкири перераховані серед народів які чинили найбільший опір татаро-монголам.
В XIII—XIV століттях вся територія розселення башкирів перебувала в складі Золотої Орди. Башкири отримали право бейства, тобто фактично територіальну автономію у складі імперії монголів. В правовій ієрархії монгольської держави башкири займали привілейоване становище і зберегли власну родоплемінну систему і управління.

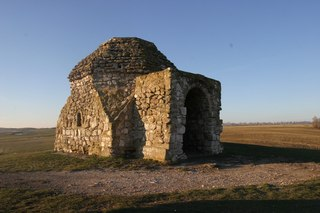
Мавзолей Тура-хана

З часів утворення Золотої Орди в 1243 році і аж до 1391 року, тобто протягом періоду тривалістю в півтора століття, на території історичного Башкортостану функціонували два «іля» — Башкирський і Табинський, керовані своїми князями — беями.
В червні 1391 року на річці Кондурча відбулася «Битва народів». В цій битві зіткнулися армії двох світових держав того часу: хана Золотої Орди Тохтамиша та еміра Самарканда Тимура (Тамерлана). Битва закінчилася поразкою золотоординців, руйнуванням багатьох міст і поклала кінець Золотій Орді.
Після розпаду Золотої Орди башкири перебували в складі Ногайської орди, Казанського і Сибірського ханств.

## У складі Росії

### Приєднання Башкортостану до Московії

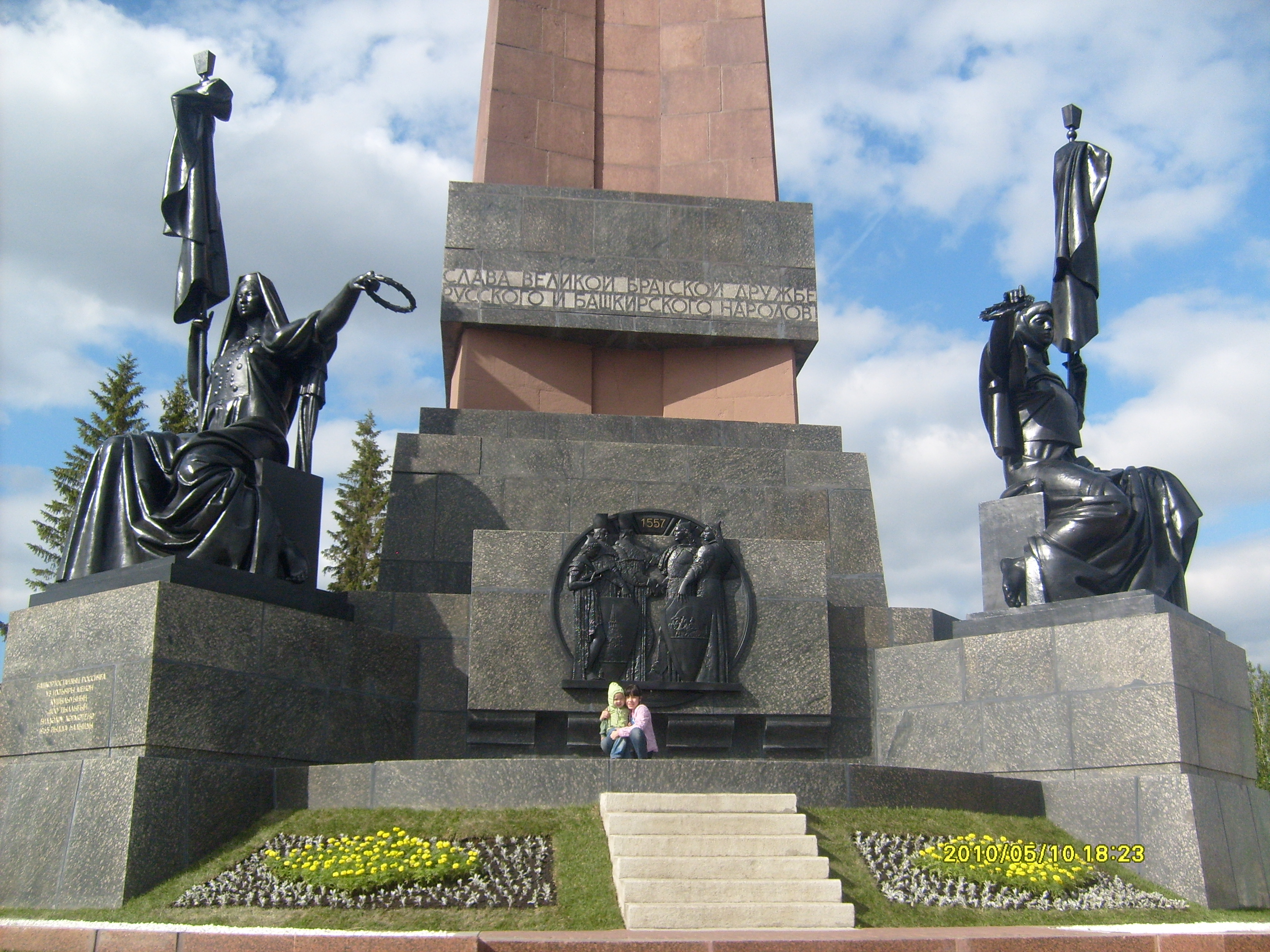
«Монумент Дружби» в Уфі

З другої половини XVI і до початку XIX століття башкири займали землі від лівого берега Волги на південному заході до верхів'їв Тоболу на сході, від річки Силви на півночі до середньої течії річки Урал на півдні.
До 1557 року відбулося добровільне входження більшої частини сучасного Башкортостану до складу Московського царства. Після падіння Казані Іван IV Грозний звернувся до башкирів із закликом добровільно увійти до складу Московської держави.
Першими в 1554 році до царського намісника в Казані приїхали посли північно-західних башкирських родів і заздалегідь домовилися про умови входження. В 1554—1555 роках в Казань їздили представники племен юрматів, бурзян,кипсак, усерган, тамьян
В 1555—1556 роках посли башкирських родів вирушили до Москви за так званими «грамотами», в яких були викладені умови їх входження до складу Московської держави. В цих грамотах вказувалось повне право башкирів розпоряджатися своєю територією, мати на ній власне військо, адміністрацію, релігію. При цьому держава брала на себе зобов'язання допомагати башкирам у відбитті зовнішньої агресії, за що башкири мали платити данину і виділяти війська для участі в оборонних війнах Московії.
До середини XVII століття, після розпаду Сибірського ханства, фактично, відбулося остаточне входження території нинішнього Башкортостану до складу Росії.

### Башкирські повстання
За життя Івана Грозного умов угоди все ж дотримувалися, і він, попри свою жорстокість, в пам'яті башкирського народу залишився як добрий, «білий цар» (башк. аҡбатша). З приходом до влади династії Романових в XVII столітті, політика царизму в Башкирії відразу ж стала мінятися на гірше. На словах влада запевняла башкирів у своїй вірності умовам угоди, на ділі — встали на шлях їх порушення. Це проявилось, в першу чергу, в розкраданні вотчинних башкирських земель і в будівництві на них застав, в'язниць, слобод, християнських монастирів, ліній. Бачучи масове розкрадання своїх земель, порушення споконвічних прав і свобод, башкири повставали в 1645, 1662—1664, 1681—1684, 1704—11/25 роках. Царський уряд був змушений задовольнити чимало вимог повсталих. Після башкирського повстання 1662—1664 років уряд ще раз офіційно підтвердив вотчинне право башкирів на землю, а під час повстання 1681—1684 років — свободу віросповідання ісламу.
Після повстання 1704—1711 років (посольство від башкирів знову присягнуло на вірність імператору лише в 1725 році) уряд знову підтвердив вотчинні права і особливий статус башкирів, а також провів судовий процес, який закінчився засудженням деяких чиновників за перевищення повноважень, оскільки вони вимагали від башкирів податків не передбачених законодавством, що і послугувало одним з приводів до повстання. В ході повстань башкирські загони досягли Самари, Саратова, Астрахані, Вятки, Тобольська, Казані і гір Кавказу. Людські та матеріальні втрати були величезні.

Пам'ятник Салавату Юлаєву в Уфі

Найважчим по втратах для самих башкирів було 
повстання 1735—1740 років. Під час повстання був обраний хан Султан-Гірей (Карасакал). Після жорстокого придушення, багато вотчинних земель башкирів були забрані і передані мішарам. За підрахунками американського історика Алтона Стюарта Доннеллі, з башкирів загинув кожен четвертий чоловік.
Наступне башкирське повстання почалось в 1755 році. Приводом послужили чутки про релігійні переслідування, при одночасній забороні безкоштовного видобутку солі, яку башкири вважали своїм привілеєм. Повстання було добре сплановано, але зірвалося через спонтанний передчасний виступ башкирів Ногайської дороги. Через це плани одночасного виступу башкирів виявилися зірвані. При придушенні повстання, деякі з його учасників емігрували до Киргиз-Кайсацької Орди.
Останнім башкирським повстанням заведено вважати участь башкирів в Селянській війні 1773—1775 років Омеляна Пугачова: один з керівників цього повстання Салават Юлаєв також залишився в народній пам'яті і вважається башкирським національним героєм.

### Участь башкирів у війнах 1810-х років

Державний прапор Башкурдистана

Всього у французько-російській війні 1812 року і в закордонних походах 1813—1814 років брали участь 28 п'ятисотенних башкирських полків. Крім того, башкирське населення Південного Уралу виділило для армії 4139 коней.
Дев'ять башкирських полків увійшли до Парижу. Французи прозвали башкирських воїнів «північними амурами». У пам'яті башкирського народу війна 1812 року збереглася в народних піснях «Баїк», «Кутузов», «Ескадрон», «Кахим Туря», «Любізар». Остання пісня заснована на справжньому факті, коли головнокомандувач російською армією М. І. Кутузов дякував башкирським воїнам за проявлену в бою хоробрість.

### Адміністративний поділ в XVI—XIXст.
Територія Башкортостану в XVI—XVII століттях позначалася як Уфимський повіт або Башкирія, яка складалася з наступних адміністративних одиниць: Казанська дорога, Ногайська дорога, Осінська дорога та Сибірська дорога.

Карта: «Поділ Уфимської провінції і Башкирії на даруги», Ландскарти Оренбурзької губернії Красильникова, 1755 рік

Дорога або даруга в цьому випадку розглядається як різновид господарського землеустрою на той період. Кожна дорога управлялася старшиною. Дороги складалися з родоплемінних волостей, які, своєю чергою, поділялися на роди (аймаки або тюби).
У 1708 році край введений до Казанської губернії як Уфимське воєводство, яке з 1719 року перейменовано в Уфимську провінцію.
В 1737 році зауральська частина історичного Башкортостану була додаа до новоствореної Ісетської провінції, територія якої охоплювала сучасні Курганську, північно-східну частину Челябінськой, південну частину Тюменської та східну частину Свердловської областей.
В 1744 році імператриця Єлизавета Петрівна найвищим указом повеліла «бути в Оренбурзі губернії і іменуватися Оренбурзькою губернією і в ній бути губернатором таємному радника Неплюєву».

## В роки Першої світової війни
Початок війни був відзначений в Башкирії стихійними виступами мобілізованих жителів. Виступи відбулися в Стерлітамаку, Белебеї, Бірську. Однак, в цілому, населення краю на початку війни було охоплено патріотичним підйомом, що протримався до Великого відступу. Всього в 1914—1916 роках в Уфимській губернії було мобілізовано близько 300 тисяч осіб. Промисловість району, як і всієї країни, переводилася на військові рейки. Різко зросло виробництво сталі, чавуну. Так, в Уфимській губернії з 1913 до 1915 рік виплавка чавуну збільшилася на 35 %. Випуск же цивільної продукції за 1913—1915 роки скоротився на 40 %.
На Бєлорєцький завод, Тугайкульські кам'яновугільні копальні, Інзерскій завод привозили працювати китайських і корейських робітників. Широко використовувалася праця жінок і підлітків, вводилися понаднормові роботи, збільшувалась тривалість робочого дня. Всіма цими заходами покривалася нестача робочих рук.
Мобілізація, реквізування у селян з 1914 до 1916 роки 25459 коней привели до скорочення виробництва хліба на третину, збільшення цін на продукти в 2—3 рази. У 1916 році довелося вводити картки на харчові продукти.
Загальний спад виробництва з 1916 року призвів до кризи в губернії, загального спаду виробництва в промисловості, страйків. Тільки на Міньярському заводі страйк тривав 9 місяців (з травня 1914 року по лютий 1915 року).

## Башкурдистан
Після Лютневої революції 1917 року в регіоні почався процес башкирського національного руху за створення національно-територіальної автономії. В липні-серпні 1917 року в Оренбурзі пройшли I та II Загальнобашкирські з'їзди (курултаї), де було ухвалено рішення про необхідність створення «демократичної республіки на національно-територіальних засадах» в складі федеративної Росії. Обрана першим і переобрана другим з'їздами Башкирська обласна рада (шуро) працювала в Оренбурзі і готувалась до Установчих зборів Росії, яке повинно було відбутися в січні 1918 року.
Жовтнева революція внесла корективи в процес становлення автономії. 15 листопада 1917 року Башкирська обласна рада проголосила частини територій Оренбурзької, Пермської, Самарської, Уфимської губерній автономною частиною Російської республіки — територіально-національною автономією Башкурдистан. Останнє рішення було затверджено на III Всебашкирскому з'їзді (курултаї), який проходив 8—20 грудня 1917 року в Оренбурзі.
Нова республіка отримала назву «Мала Башкирія» в січні 1918 року, за документом «Положення про автономію Малої Башкирії», яке виступало в якості конституції республіки. Мала Башкирія стала першою проголошеною автономією на території РРФСР. До складу Малої Башкирії були віднесені південна частина Червоноуфимського, південна частина Осинського, південно-східна частина Єкатеринбурзького і південно-західна частина Шадринського повітів Пермської губернії, південно-західна частина Челябінського, західна частина Троїцького, частина Верхньоуральського, північно-західна частина Орського і північна частина Оренбурзького повітів Оренбурзької губернії, південно-західна частина Бірського і північно-східна частина Стерлітамакського повітів Уфимської губернії, східна частина Бугурусланского повіту Самарської губернії. Оціночно: територія — 78 439 км², населення — 1219,9 тисячі осіб.
Влітку 1918 року Уряд Башкирії оголосив загальну мобілізацію в Башкирську армію. У вересні 1918 року був підписаний договір між Башкирським урядом і Комітетом членів Установчих Зборів, який офіційно визнав національно-територіальну автономію Башкурдистана. Башкирське військо було перетворено в Башкирський окремий корпус Добровольчої Народної армії, організованої самарським урядом.
Першою операцією Башкирського корпусу став рейд на Єкатеринбург, який був звільнений від більшовиків 28 липня 1918 року. У вересні корпус спільно з козацькими частинами звільнили місто Орськ. В результаті спільних дій башкирських і козачих частин була звільнена величезна територія від Оренбурга до Єкатеринбурга, а також Транссибірська залізнична магістраль. Так було забезпечено безперешкодний рух із Сибіру військ Тимчасового Сибірського уряду під командуванням адмірала Колчака.
З метою консолідації сил в Уфі 23 вересня 1918 була скликана Державна нарада, більш відоме як Уфимська директорія, на якій прийняли колективне рішення передати верховну владу Всеросійському Тимчасовому уряду до моменту скликання Установчих зборів. 18 листопада 1918 року Колчак здійснив військовий переворот і оголосив себе Верховним правителем Росії та Верховним Головнокомандувачем збройними силами Росії. Адмірал Колчак не визнавав автономію башкирів. Всім місцевим урядам було запропоновано оголосити про самоліквідацію. Тим самим він розвалив єдиний фронт боротьби з більшовизмом на сході. У скрутне становище він поставив башкирів і козаків, які в умовах розпочатого військами Колчака відступу в Сибір залишилися одні перед обличчям неминучого розгрому і розправи з боку більшовиків.
В цих умовах лідери Башкирської автономії на початку 1919 року були змушені почати переговори з радянською владою. 18 лютого 1919 року башкирський уряд і Башкирський корпус перейшли на бік радянської влади.

## Башкирська АРСР

### Утворення автономної республіки
20 березня 1919 року було укладено «Угоду центральної Радянської влади з Башкирським Урядом про Радянську Автономну Башкирію». В пресі це було опубліковано 23 березня 1919 року, тому офіційною датою утворення республіки вважався саме цей день. Відповідно до угоди була утворена Башкирська Автономна Радянська Соціалістична Республіка.
19 травня 1920 був ухвалений декрет ВЦВК «Про державний устрій Автономної Радянської Башкирської республіки», який значно урізав права автономної республіки, надані угодою 1919 року. Документ викликав загальне обурення у членів республіканського ревкому, і 16 червня 1920 року на знак протесту Башревком ухвалив рішення про свою відставку і розпуск. Декрет ВЦВК та РНК РРФСР «Про державний устрій Автономної Радянської Башкирської Республіки» від 19 травня 1920 роки спричинив невдоволення серед башкирів і послужив основною причиною партизанської війни проти політики центральної влади.
У 1918—1921 роках відбувалися, викликані невдоволенням політикою радянської влади.
14 червня 1922 року Всеросійський Центральний Виконавчий Комітет, враховуючи побажання башкирського народу, прийняв декрет «Про розширення меж Автономної Башкирської Соціалістичної Радянської Республіки». За цим декретом Уфимська губернія ліквідовувалась, а її територія передавалася Башкирській республіці — утворилась так звана «Велика Башкирія». Столицею республіки спочатку було село Темясово Баймакского району, потім місто Стерлітамак, а згодом столицю перенесли в Уфу.
27 березня 1925 року був ухвалений проєкт Конституції Автономної Башкирської Соціалістичної Радянської Республіки. Текст Конституції Башкирської СРР не був затверджений ВЦВК РРФСР і з'їздом Рад РРФСР.
В 1936 році Башкирській АРСР було офіційно відмовлено в перетворенні її на союзну республіку у складі СРСР.
23 червня 1937 року була затверджена перша Конституція Башкирської АРСР, згідно з якою порядок слів у її назві був змінений, перейменувавши республіку на Башкирську Автономну Радянську Соціалістичну Республіку.

### Друга світова війна

Генерал-майор, командир 112-ї Башкирської кавалерійської дивізії Мінігалі Шаймуратов

У період з 1939 до 1945 року з Башкирської АРСР до лав Збройних Сил СРСР був призвані і мобілізовані понад 700 тисяч осіб.
Під час Другої світової війни в республіку було евакуйовано понад 100 промислових підприємств, десятки госпіталів, ряд центральних державних органів, 278 тисяч біженців (з них 104 тисячі — в Уфу).
У липні 1941 року Одеський верстатобудівний завод імені В. І. Леніна був евакуйований в місто Стерлітамак, а вже 11 жовтня 1941 року виробництво почало працювати.
У роки війни в Башкирії розміщувалися дві Академії Збройних сил країни. Вища Академія Генерального штабу імені К. Є. Ворошилова була передислокована з Москви до Уфи в листопаді 1941 року. На початок листопада 1941, Військово-політична академія імені Леніна була переведена в місто Белебей. З 22 червня 1941 по 30 червня 1944 року з республіки було мобілізовано до Військово-політичної академії і до військово-політичних училищ 5475 осіб. Всього в республіці було розміщено 17 військово-навчальних закладів.

## Башкирська РСР— Башкортостан
11 жовтня 1990 року Верховною Радою республіки була проголошена Декларація про державний суверенітет. Створення ГКЧП було зустрінуте нейтрально: тільки 21 серпня 1991 республіканські газети опублікували «Звернення до радянського народу» та інші документи ГКЧП. Газета «Ленінець» помістила також матеріали, в яких Президент Росії Борис Єльцин закликав народ вийти на мітинги на захист демократії. Керівництво Верховної Ради і Ради міністрів республіки в дні ГКЧП знаходилося в Москві. Населення продовжувало жити і працювати спокійно. Лише 23 серпня демократи в Уфі провели мітинг з осудом дій ГКЧП, керівників республіки і керівників ряду засобів масової інформації, які ігнорували рішення і дії керівництва Росії.

## Республіка Башкортостан
25 лютого 1992 року республіка була перейменована в Республіку Башкортостан. 31 березня 1992 року Республіка Башкортостан підписала Федеративний договір про розмежування повноважень та предметів відання між органами державної влади Російської Федерації та органами влади суверенних республік в її складі і Додаток до нього від Республіки Башкортостан, що визначив договірний характер відносин Республіки Башкортостан і Російської Федерації. У Додатку до Договору за республікою закріплено право мати власну систему законодавства, судову систему та прокуратуру. Також було відзначено, що земля, надра, природні багатства на території Башкортостану є надбанням багатонаціонального народу Башкортостану, і що питання володіння, користування і розпорядження цією власністю регулюються законодавством республіки. Проти Федеративного договору активістами Башкирського Народного Центру «Урал» було організоване 20-денне голодування.
25 квітня 1993 року був проведений референдум із питанням «Чи ви вважаєте що Республіка Башкортостан в інтересах її народу повинна мати економічну самостійність та договірні відносини на основі Федеративного договору і Додатку до нього від Республіки Башкортостан?». З тих хто брав участь в голосуванні, 75,5 % відповіли «так».
24 грудня 1993 року затверджена Конституція Республіки Башкортостан, яка визначила її статус як демократичну правову державу в складі Російської Федерації і як її рівноправний суб'єкт.